# Bớp bớp
Bớp bớp (hay còn gọi là ba bớp, lốp bốp, cỏ Lào, yên bạch, cỏ hôi, cỏ Việt Minh, cỏ Nhật, cây cộng sản, cây phân xanh), danh pháp hai phần: Chromolaena odorata) là loài thực vật nhiệt đới bản địa ở vùng Caribê và Bắc Mỹ thuộc họ Cúc (Asteraceae). Chúng đã phát tán sang vùng nhiệt đới ở châu Á, Tây Phi và một phần Úc. Đây là một loài cây bụi, có nhiều thân chính và tỏa nhiều nhánh hoặc thân ở gần gốc, tạo thành các tầng. Bớp bớp thường mọc ở những nơi bãi hoang, thảo nguyên, bìa rừng.
Ở tuổi trưởng thành, cây thường cao từ 0,5 m đến 1,5 m. Tuổi thọ của cây khoảng từ 1 – 2,5 năm.
Loài này ưa sáng, chịu đựng tốt trong điều kiện khí hậu hanh khô.
Bớp bớp nằm trong diện quan trọng của thảm thực vật.
Sau khi xuất hiện, loài thực vật này nhanh chóng lan rộng ở Việt Nam, được ghi nhận năm 1935 cùng lúc với sự xuất hiện của phong trào cộng sản nên còn được gọi là cây cộng sản.. Bớp bớp có thể được sử dụng làm dược liệu, dùng cho cầm máu tốt, trong chiến tranh được các chiến sĩ dùng trong quân y.

## Một vài hình ảnh về cây Bớp bớp

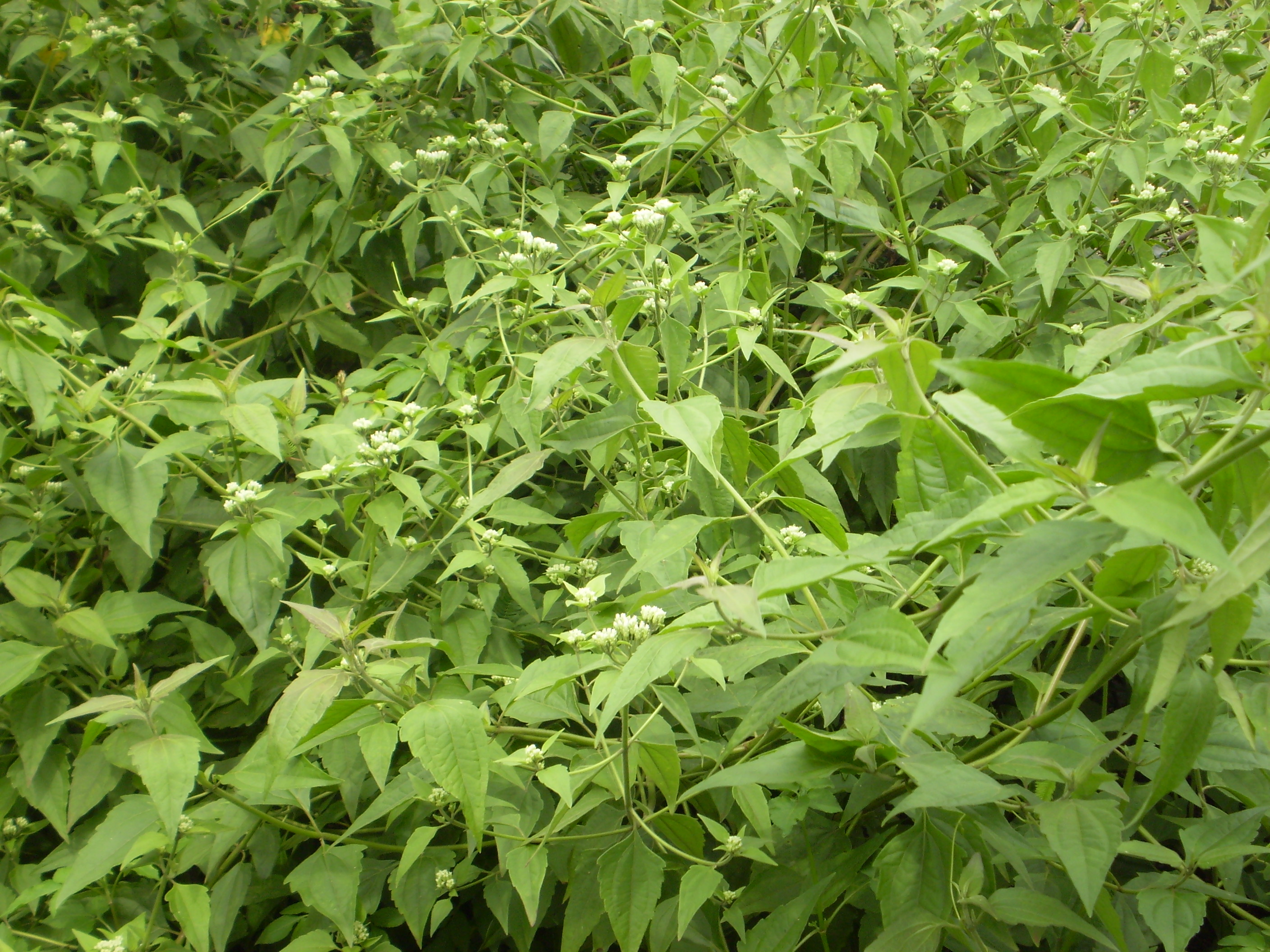
Cây bớp bớp
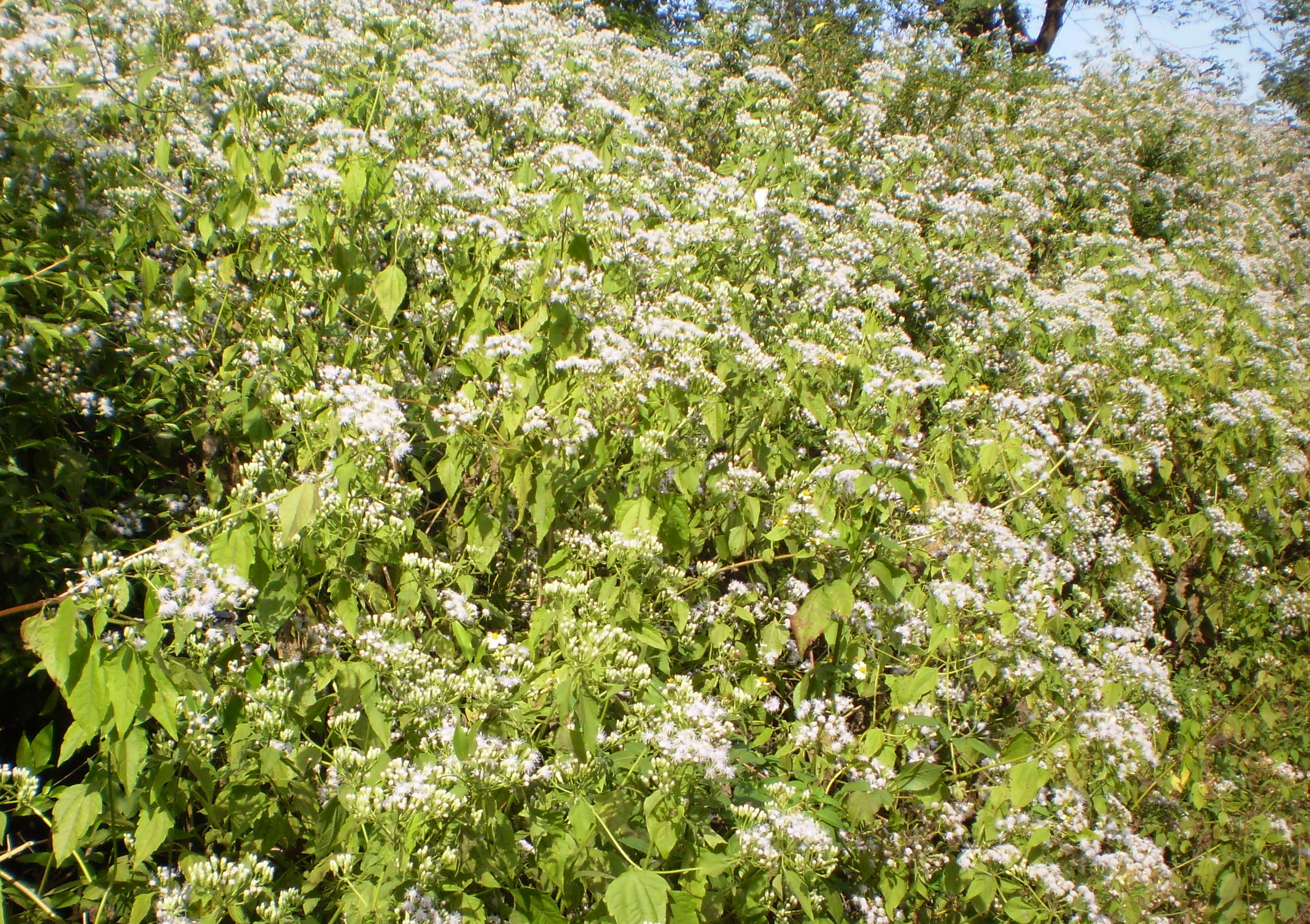
Cây bớp bớp đang ra hoa trắng ở Tây Nguyên
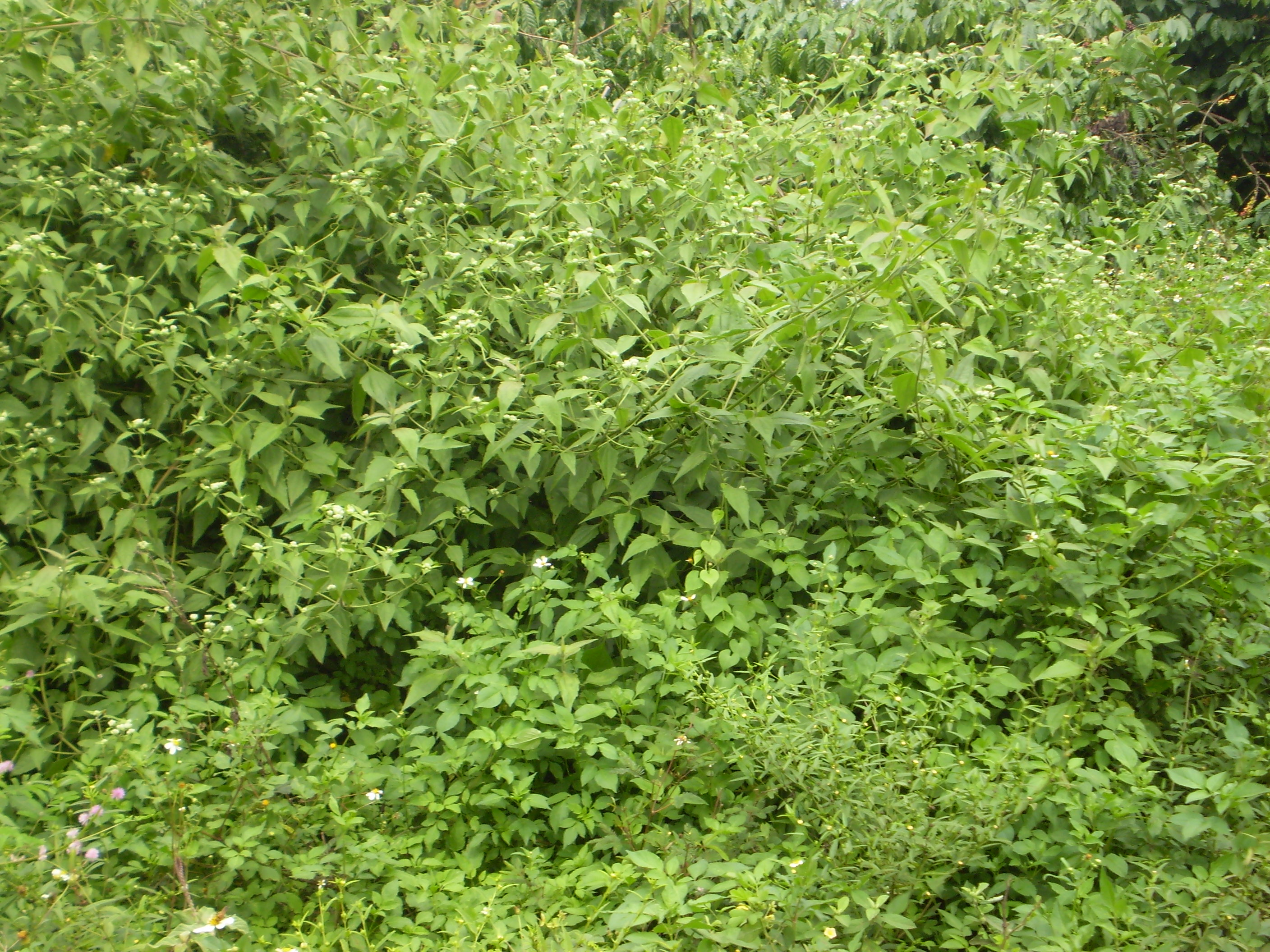
Khi cây lên cao chia nhiều nhánh đan xen rậm rạp
Sự phân chia nhánh lớn tạo thành rừng thấp chừng 2m -2,5m
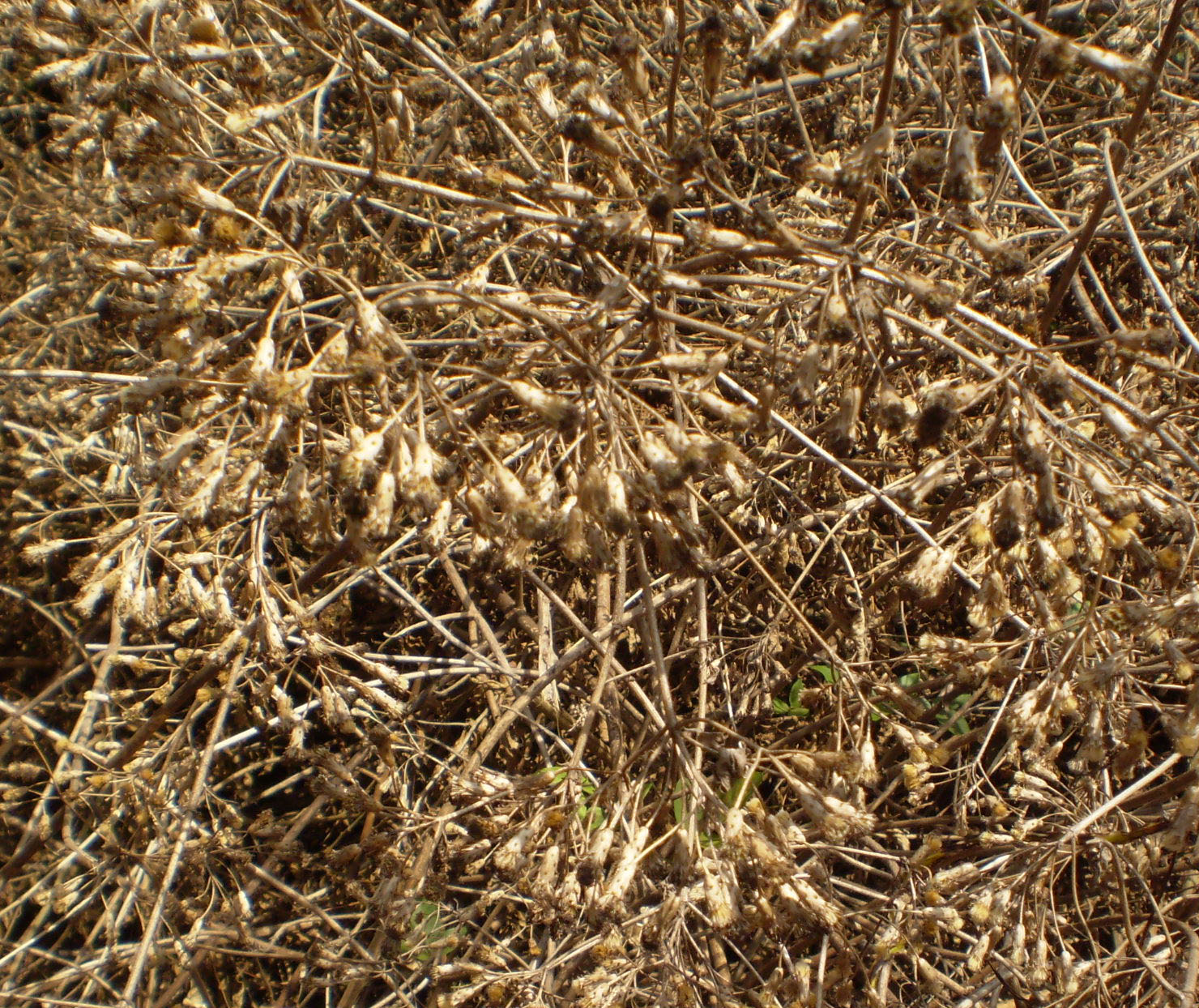
Hoa tàn theo mang theo hạt nảy mầm mùa sau.